# Тонберг
То́нберг или Гли́новц (нем. Thonberg; в.-луж. Hlinowcо файле) — сельский населённый пункт в городских границах Каменца, район Баутцен, федеральная земля Саксония, Германия.

## География
Находится юго-восточнее Каменца. Через населённый пункт проходит дорога S100 (Каменц — Паншвиц-Кукау). На северо-западе от деревни находится угольная шахта, за которой располагается Городской парк Каменца и на юго-западе — Глиновский лес (нем. Thonberger Wald). На восточной окраине Тонберга дорога S100 соединяется с идущей с юга автомобильной дорогой K9237 (Притиц — Тонберг).
Соседние населённые пункты: на северо-востоке — деревня и административный центр коммуны Небельшюц (Небельчицы), на востоке — деревня Мильтиц (Милочицы) коммуны Небельшюц, на юго-востоке — деревня и административный центр коммуны Паншвиц-Кукау (Панчицы — Куков), на юге — деревня Притиц (Протецы, в городских границах Эльстры), на северо-западе — деревня Виза (Брезня, в городских границах Каменца).

## История
До 1974 года Тонберг вместе с населёнными пунктами Виза, Притиц входил в состав коммуны Небельшюц. 1 января 1974 года вошёл в городские границы Каменца.

## Население
На 2011 год численность жителей составляла 325 человек.
Официальным языком в населённом пункте, помимо немецкого, является также верхнелужицкий язык.
В настоящее время деревня входит в состав культурно-территориальной автономии «Лужицкая поселенческая область», на территории которой действуют законодательные акты земель Саксонии и Бранденбурга, содействующие сохранению лужицких языков и культуры лужичан.